# Vlatko Vuković
Vlatko Vuković Kosača (fallecido en 1392) fue un noble bosnio del siglo xiv, duque de Hum, Gran duque de Bosnia (en bosnio: Veliki Vojvoda Bosanski) y uno de los mejores comandantes militares del rey Tvrtko I de Bosnia.
Era el hijo del duque Vuk Kosača. Gobernó el ducado de Hum, que formaba parte del banato de Bosnia y después del reino de Bosnia. La otomana amenaza estaba avanzando hacia el este, amenazando a la vecina Herzegovina. El 27 de agosto de 1388, el Gran duque Vlatko derrotó a un grupo de avance otomano (unos 18.000 hombres) que habían invadido Hum en la batalla de Bileća. Se acredita a la caballería pesada bosnia con ganar la batalla, ya que rompieron las filas otomanas y persiguieron al enemigo en retirada. Se ha citado que el famoso comandante otomano Lala Shahin Bajá (en turco: Lala Şahin Paşa; 1330 – ca. 1382). Apenas logró salvarse a sí mismo con un pequeño grupo de sus soldados En 1389, enviado por su rey Tvrtko I, comando un contingente del ejército bosnio como parte de la coalición cristiana que luchó junto al príncipe serbio Lazar Hrebeljanović en la batalla de Kosovo contra los otomanos. Vuković fue uno de los pocos comandantes que sobrevivieron a la batalla. Aunque la batalla es vista ahora como una derrota decisiva en ese momento la batalla se ve de forma diferente - Vuković informó el resultado de la batalla como una victoria, ya que los otomanos sufrieron fuertes pérdidas y se vieron obligados a retirarse por un tiempo.
Vuković murió en 1392. Su sobrino Sandalj Hranić lo sucedió.